# فالنتين فادا
فالنتين فادا (بالإيطالية: Valentín Vada؛ بالإسبانية: Valentín Vada) هو لاعب كرة قدم إيطالي وأرجنتيني في مركز الوسط، ولد في 6 مارس 1996 في سانتا في في الأرجنتين. لعب مع جيروندان بوردو.

## وصلات خارجية
- فالنتين فادا على موقع الاتحاد الأوربي (الإنجليزية)
- فالنتين فادا على موقع قاعدة بيانات كرة القدم.إي يو (الإنجليزية)
- فالنتين فادا على موقع Soccerbase.com (لاعب) (الإنجليزية)
- فالنتين فادا على موقع Soccerway.com (الإنجليزية)
- فالنتين فادا على موقع عالم كرة القدم.نت (الإنجليزية)
- فالنتين فادا على موقع AS.com (الإسبانية)